# Хускина војска
Хускина легија, Хускина милиција или Хускина војска су називи за муслиманску паравојну формацију која је од 1943. до 1944. дјеловала на подручју сјеверозападне Босне и Херцеговине, номинално на страни НДХ и сила Осовине. Име је добила по свом вођи и оснивачу Хусеину „Хуски” Миљковићу, који је заједно са неколико стотина сљедбеника за рачун осовинских снага чувао ред и мир на подручју Цазинске крајине, непосредно након операције Вајс односно нестанка Бихаћке републике. Хускине снаге, које су с временом нарасле на 3000 људи, су углавном функционисале као локална сеоска милиција на етнички хомогеном подручју. Иако је Хуска био формално подређен Хрватском домобранству и добио чин пуковника, у стварности је дјеловао као независни господар рата, односно заузео прагматични став о „мирољубивој коегзистенцији” са свим војним и паравојним формацијама, укључујући четнике и партизане. Због бројности његове милиције, са њим су договор покушавали да направе и Нијемци, усташе, четници и партизани. На крају је у прољеће 1944. пристао заједно са својим људима пријећи у партизане, послије чега је Хускина легија престала постојати.